# Oblężenie Miletu
Oblężenie Miletu – starcie zbrojne, które miało miejsce w roku 334 p.n.e., zakończone zdobyciem bronionego przez wojska perskie miasta przez Macedończyków.
Po sukcesach Aleksandra w Azji Mniejszej i zwycięskiej bitwie nad Granikiem, Macedończycy zajęli Efez. Komendant Miletu listownie zaproponował wtedy poddanie swojego miasta. Jednak kilka dni po wkroczeniu do Efezu, zauważono perskie okręty kierujące się na północ, w stronę Miletu Na wieść o tym komendant Miletu zmienił  i postanowił bronić miasta. Aleksander wysłał w tamtym kierunku flotę Związku Helleńskiego pod dowództwem Nikanora, po czym sam z większością sił lądowych wyruszył do Miletu oraz nakazał wojskom Parmeniona i Alkimachosa dołączenie do jego sił. Flota Aleksandra dotarła do celu trzy dni wcześniej niż Persowie. Dzięki zajęciu korzystnej pozycji obronnej w rejonie wyspy Lade, licząca 160 okrętów flota grecka uniemożliwiła liczącej 400 okrętów flocie perskiej wsparcie garnizonu Miletu. W tym czasie do Miletu dotarły macedońskie siły lądowe, które szybko zajęły dolne miasto. Parmenion doradzał Aleksandrowi wydanie Persom bitwy morskiej, lecz król zdecydowanie się temu sprzeciwił.
Gubernator miasta obawiając się ataku Aleksandra podjął próbę rozmów, proponując władcy otwarcie portu zarówno dla Persów, jak i Greków. Aleksander nie przyjął propozycji i nakazał rozpoczęcie szturmu. Macedończycy dokonali ostrzału obwarowań, dokonując wyłomów w murze. Następnie Aleksander wysłał w te wyłomy wojsko, które wdarło się do miasta. Garnizon miasta skapitulował, choć część żołnierzy uciekła na jedną z pobliskich wysp. Wielu obrońców, głównie greckich najemników, zdecydowało się wstąpić w szeregi armii macedońskiej. W czasie szturmu miasta flota perska nie mogła przyjść z pomocą obrońcom, gdyż była blokowana przez okręty greckie. Przez kilka następnych dni Persowie próbowali sprowokować Greków do wydania im walnej bitwy, lecz nic nie osiągnąwszy, odpłynęli do Halikarnasu.
Po odpłynięciu perskich okrętów Aleksander zdecydował się rozwiązać swoją flotę, pozostawiając przy sobie jedynie niewielką eskadrę transportową. Głównym powodem tej decyzji był brak zaufania do greckich sojuszników Macedonii. Następnie wojska macedońskie ruszyły w stronę Halikarnasu.

## Literatura
- Maciej Milczanowski: Podboje Aleksandra Wielkiego 336–323 p.n.e., Wyd. Inforteditions, Zabrze 2005.